# Mesoprepona pheridamas
Mesoprepona pheridamas (outrora denominada Prepona pheridamas, durante o século XX, e pertencendo ao gênero Prepona) é uma borboleta neotropical da família Nymphalidae e subfamília Charaxinae, ocorrendo do Suriname (onde se encontra sua localidade-tipo) até a Bolívia; ocupando a região do Rio Orinoco e bacia do rio Amazonas até regiões do Mato Grosso, Minas Gerais, São Paulo e Espírito Santo, no Brasil, e sendo a única espécie de seu gênero (táxon monotípico); proposta, através de sequenciamento de DNA, por D. Bonfantti, M. Casagrande & O. H. H. Mielke, em 2017, no texto Using Molecules and Morphology to Unravel the Systematics of Neotropical Preponine Butterflies (Lepidoptera: Charaxinae: Preponini). Já fez parte dos gêneros Morpho (Morpho demophaena Hübner, [1819]) e Papilio (Papilio pheridamas), este último no ato de sua classificação por Pieter Cramer, em 1777, na obra De uitlandsche kapellen voorkomende in de drie waereld-deelen, Asia, Africa en America.

## Descrição
Vista por cima, apresenta o padrão geral de coloração marrom-enegrecida, com faixas azuis, característica da maioria dos Preponini; com suas asas apresentando uma camuflagem críptica, em vista inferior, assemelhada à uma folha e com apagados ocelos, como os de Archaeoprepona em sua disposição, e com algumas regiões dotadas de áreas brancas, com riscas negras fronteiriças.

## Hábitos e planta-alimento
Mesoprepona pheridamas voa em áreas ensolaradas, ao longo das trilhas e clareiras, nas horas mais quentes do dia; sendo encontrada se alimentando de exsudações de árvores, frutos em fermentação e fezes. Suas lagartas foram encontradas em folhas de Hirtella gracilipes (gênero Hirtella; familia Chrysobalanaceae), com os ovos postos isolados na face inferior das folhas de sua planta hospedeira.

## Subespécies
Embora Hans Fruhstorfer tenha estabelecido duas subespécies: Prepona pheridamas phila Fruhstorfer, 1904 (do Brasil) e Prepona pheridamas attalis Fruhstorfer, 1916 (da Bolívia), ambas as subespécies apresentam valor taxonômico duvidoso para o gênero Mesoprepona.